# Together Alone
Pour plus de détails, voir Fiche technique et Distribution.
Together Alone est un film américain réalisé par P. J. Castellaneta en 1991, sorti en France en 1993.
Il a obtenu trois prix dont le Teddy Award à la Berlinale.

## Fiche technique
- Réalisation : P. J. Castellaneta
- Musique : Wayne Alabardo
- Durée : 87 minutes
- type : noir et blanc, mono
- Date de sortie : 1991

## Acteurs
- Terry Curry : Brian
- Todd Stites : Bryan